# Алеку Белдіман
Алеку Белдіман (рум. Alecu Beldiman також відомий як Алекул або Алеко; 1760, Ясси, Молдавське князівство (нині Румунія) — 1826, там же) — румунський державний діяч, перекладач і поет.

## Біографія
Народився в Яссах (за іншими даними в містечку Хуші) в 1760 році в боярськії сім'ї ворника Георга Белдімана (Gheorghe Beldiman, 1724—1792), що походила з Трансільванії.

Герб Алеку Белдімана

Алеку здобув початкову освіту вдома, а також в приватних грецьких школах. Говорив по-грецьки і по-французьки. Він поступово піднімався боярською ієрархією, ставши чавушем у молдовських збройних силах 1785 року та сердаром 1789 року. У віці 34   років Алеку Белдіман став пахарником при княжому дворі Михайла Суцу, після чого був переведений в якості справника в область Нямц. У 1800 році при господарі Молдови Костянтині Іпсіланті Белдіман був призначений бургграфом в Галац. Після смерті батька він став єдиним власником кількох маєтків біля Ясс і в Бессарабії.
Дослідник Нікодає Кондееску (Nicolae Condeescu) вважає початком літературної діяльності Белдімана кінець XVIII століття. Найраніший його внесок в культурне життя, ймовірно, відноситься до 1790-х років і спочатку включав переклади французької прози і віршованої драми. Одночасно з цим Белдіман став одним з перших, хто зробив внесок в популяризацію західного театрального мистецтва. Початком театральної діяльності молдаван вважається початок XIX століття, коли Conachi, Nicolae Dimachi і Dumitrache Beldiman створили серію лялькових вистав з текстами на румунській мові. Істориками вважається, що п'єсу «Serdarul din Orhei», датовану 1811 роком, написав Алеку Белдіман.
Аліку Белдіман став постельником [ro] в 1818 році і ісправником Ясс в 1819 році при господарі Михайлові Суцу. У період з 1810 по 1820 рік займався багатьма перекладами. До 1820 року він став найпродуктивнішим перекладачем в Молдавії, сприяючи вестернізації і розповсюдженню ідей Просвітництва. Його роботи поширювалися в друкованому вигляді Захарієй Каркалечі або копіювалися вручну.
Антигрецькі настрої Белдімана досягли піку в 1821 році, коли вторгнення Священного загону вигнало його та інших румунських бояр з Молдавії. Це надихнуло Алеку на написання епічної поеми «Tragodiea Moldovei». Незважаючи на політичну значимість і мальовничі деталі, робота була широко відкинута як зразок виключно поганого листа. Після повернення додому Белдіман вступив в конфлікт з господарем Іоніце Стурдзою, який в 1824 році заключив його в монастир Тазлау (Mănăstirea Tazlău). Хоча зрештою Белдімана випустили на свободу, він залишався в тіні до кінця свого життя. Його останній опублікований переклад вийшов в 1824 році — це був перший том книги Вільяма Кокса «Travels into Poland, Russia, Sweden and Denmark».

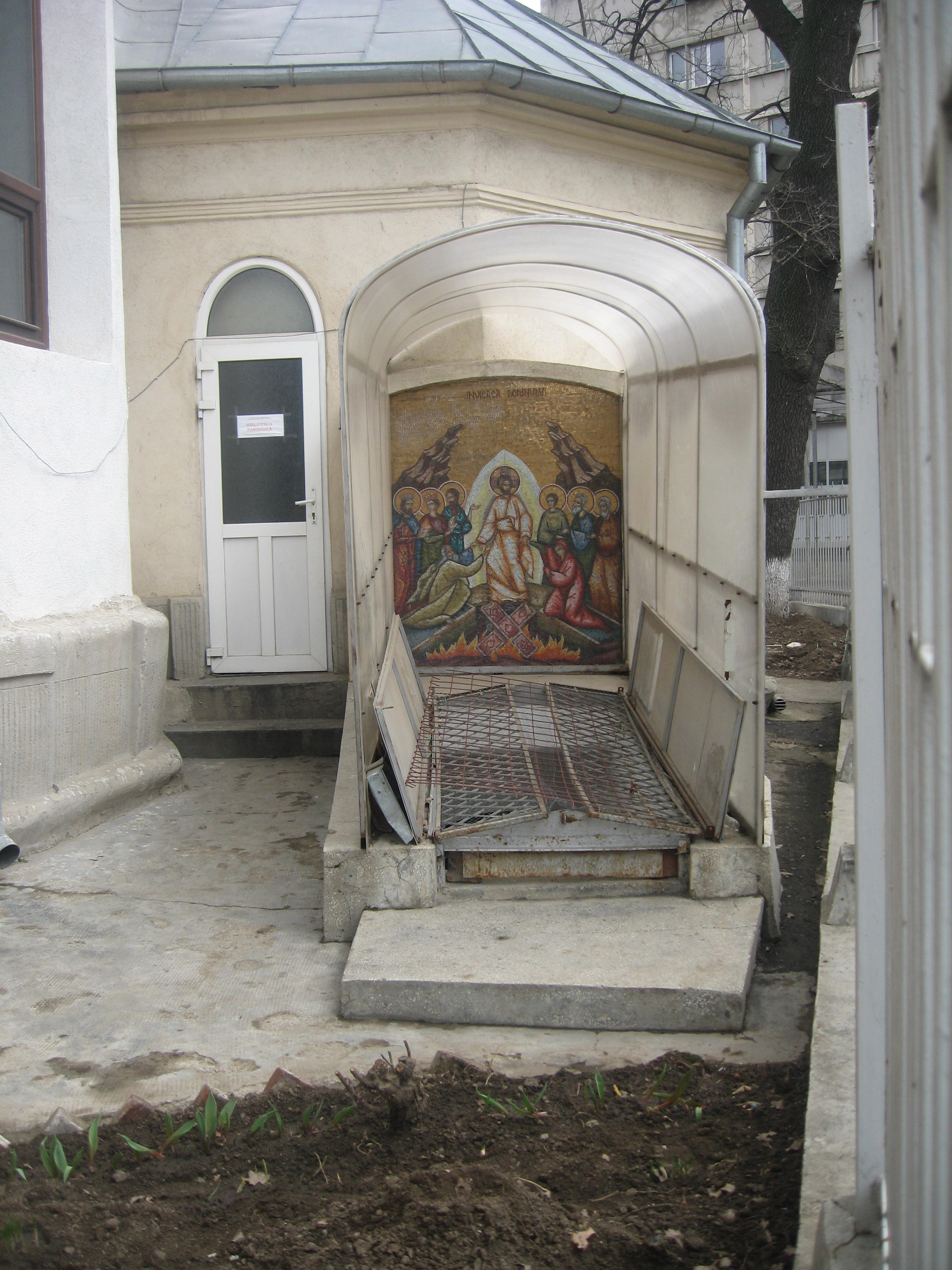
Вхід в склеп церкви Talpalari

Помер в 1826 році. Був похований в сімейному склепі православної церкви Talpalari в Яссах. Залишив велику кількість рукописів, які, були продані місцевому колекціонерові.

### Сім'я
Аліку Белдіман був тричі одружений. Його перша дружина, ім'я якої невідоме, належала родині Романо (Romano). Другою дружиною була Ілеана (Ileana), сестра логофета і поета Костаче Конаки [ro], родича Миколи Вогоріде, майбутнього каймакама Молдавського князівства. Остання дружина була Олена Гречану (Elena Greceanu).
Його сім'я продовжувало відігравати певну роль в молдавській, а потім румунській політиці; його онук Александру Белдіман був журналістом і публіцистом.